# Klintasjön (Röks socken, Östergötland)
Klintasjön är en sjö i Ödeshögs kommun i Östergötland och ingår i Motala ströms huvudavrinningsområde. Sjön är 6,2 meter djup, har en yta på 0,189 kvadratkilometer och är belägen 145,3 meter över havet.

## Delavrinningsområde
Klintasjön ingår i det delavrinningsområde (646653-144367) som SMHI kallar för Nedlagd mätstation. Medelhöjden är 144 meter över havet och ytan är 56,13 kvadratkilometer. Det finns inga avrinningsområden uppströms utan avrinningsområdet är högsta punkten. Lorbybäcken som avvattnar avrinningsområdet har biflödesordning 3, vilket innebär att vattnet flödar genom totalt 3 vattendrag innan det når havet efter 138 kilometer. Avrinningsområdet består mestadels av skog (66 procent) och jordbruk (23 procent). Avrinningsområdet har 0,76 kvadratkilometer vattenytor vilket ger det en sjöprocent på 1,4 procent.